# Prvča
Prvča je vesnice v Chorvatsku v Brodsko-posávské župě. Je součástí opčiny města Nova Gradiška, od něhož se nachází asi 2 km jihozápadně. Prvča je de facto předměstím Nové Gradišky a přímo navazuje na její zastavěné prostředí. V roce 2011 žilo v Prvči 752 obyvatel. Nejvíce obyvatel (922) zde žilo v roce 1910.
V roce 1991 tvořili tehdejších 877 obyvatel z 75,14 % Chorvati, z 15,96 % Srbové, z 2,62 % Jugoslávci, z 0,34 % Ukrajinci, z 0,22 % Poláci a z 0,11 % Italové. Žilo zde celkem 659 Chorvatů, 140 Srbů, 23 Jugoslávců, tři Ukrajinci, dva Poláci a jeden Ital. Tři obyvatelé mají ještě jiné národnosti, než jsou zde uvedené, národnost dvaceti devíti obyvatel byla neurčitá a u sedmnácti byla neznámá.
Prvčou prochází župní silnice Ž4156 a protéká zde řeka Šumetlica. Jižně prochází dálnice A3.

## Sousední sídla
| Růžice kompasu | Mašić   | Kovačevac    | Nova Gradiška | Růžice kompasu |
| Růžice kompasu | Poljane | Sever        |               | Růžice kompasu |
| Růžice kompasu | Poljane | Prvča        |               | Růžice kompasu |
| Růžice kompasu | Poljane | Jih          |               | Růžice kompasu |
| Růžice kompasu | Gorice  | Visoka Greda | Ljupina       | Růžice kompasu |